# For the Lions
For the Lions és un àlbum de versions de la banda estatunidenca de metalcore Hatebreed. El treball discogràfic va ser publicat el 5 de maig de 2009 amb Koch Records. Consta de 18 versions de cançons de grups que van influir en la música de Hatebreed. Inicialment s'havia de publicar l'hivern del 2008, però el grup va voler gravar unes quantes cançons més per al disc i, per tant, la data de publicació es va ajornar.

## Senzills
A partir del 31 de març, Hatebreed va llançar un nou senzill de For the Lions per a comprar-lo a iTunes cada dimarts fins que es va publicar l'àlbum. El primer senzill va ser la versió de «Thirsty and Miserable» de Black Flag. Aquest senzill va ser seguit per «Suicidal Maniac» de Suicidal Tendencies, «Shut Me Out» de Sick of It All, «Ghosts of War» de Slayer i «Escape» de Metallica. Hatebreed també va filmar un videoclip per a la seva versió de «Ghosts of War». També es va rodar un vídeo de «Thirsty and Miserable».

## Llista de cançons
| Núm.          | Títol                   | Artista original (data)       | Durada |
| ------------- | ----------------------- | ----------------------------- | ------ |
| 1.            | «Ghosts of War»         | Slayer (1988)                 | 4:00   |
| 2.            | «Suicidal Maniac»       | Suicidal Tendencies (1987)    | 3:06   |
| 3.            | «Escape»                | Metallica (1984)              | 4:38   |
| 4.            | «Hatebreeders»          | The Misfits (1982)            | 2:51   |
| 5.            | «Set It Off»            | Madball (1994)                | 2:37   |
| 6.            | «Thirsty and Miserable» | Black Flag (1981)             | 2:21   |
| 7.            | «All I Had (I Gave)»    | Crowbar (1993)                | 3:15   |
| 8.            | «Your Mistake»          | Agnostic Front (1986)         | 1:43   |
| 9.            | «I'm In Pain»           | Obituary (1992)               | 4:11   |
| 10.           | «It's the Limit»        | Cro-Mags (1986)               | 1:40   |
| 11.           | «Refuse/Resist»         | Sepultura (1993)              | 3:07   |
| 12.           | «Supertouch/Shitfit»    | Bad Brains (1982)             | 2:21   |
| 13.           | «Evil Minds»            | Dirty Rotten Imbeciles (1985) | 0:57   |
| 14.           | «Shut Me Out»           | Sick of It All (1992)         | 2:14   |
| 15.           | «Sick of Talk»          | Negative Approach (1982)      | 0:38   |
| 16.           | «Life Is Pain»          | Merauder (1995)               | 3:21   |
| 17.           | «Hear Me»               | Judge (1989)                  | 1:54   |
| 18.           | «Boxed In»              | Subzero (1997)                | 2:59   |
| Durada total: | Durada total:           | Durada total:                 | 48:02  |

### Cançons exclusives de Best Buy
| Núm. | Títol                                 | Artista original (data) | Durada |
| ---- | ------------------------------------- | ----------------------- | ------ |
| 19.  | «I, Spoiler»                          | Sheer Terror (1991)     | 2:01   |
| 20.  | «To the Threshold (Live in Dallas)»   | Hatebreed (2006)        | 2:31   |
| 21.  | «Destroy Everything (Live in Dallas)» | Hatebreed (2006)        | 4:07   |
| 22.  | «Defeatist (Live in Dallas)»          | Hatebreed (2006)        | 2:40   |
| 23.  | «The Most Truth (Live in Dallas)»     | Hatebreed (2006)        | 2:40   |

## Formació
- Jamey Jasta - veu
- Frank Novinec - guitarra rítmica
- Chris Beattie - baix
- Wayne Lozinak - guitarra solista
- Matt Byrne - bateria
- Produït, dissenyat i mesclat per Chris «Zeuss» Harris